# Simone Giertz

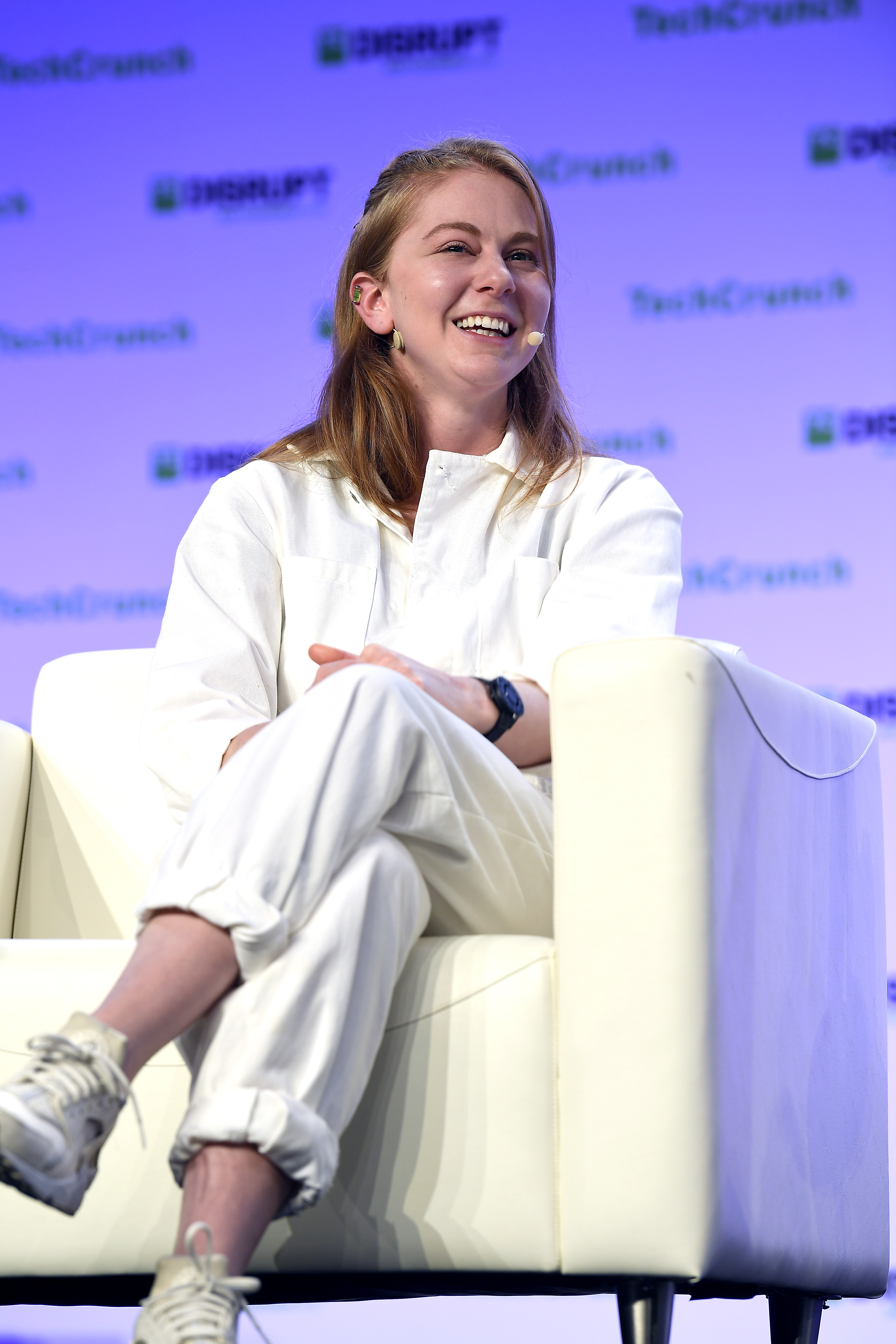
Simone Giertz (2019)

Simone Luna Louise Söderlund Giertz ([ˈjæʈːʂ], geboren am 1. November 1990 in Stockholm) ist eine schwedische Erfinderin, Makerin, YouTuberin und TV-Moderatorin. Sie lebt in Los Angeles (USA).

## Leben
Der Nachname der Familie Giertz ist niederdeutscher Herkunft. Simone Giertz ist die Tochter von Caroline Giertz, einer Romanautorin und TV-Moderatorin, und eine Nachfahrin von Lars Magnus Ericsson, dem Gründer des Unternehmens Ericsson. Ihr Vater arbeitete als Fernsehproduzent. Sie wuchs in einem kleinen Ort namens Saltsjö-Duvnäs auf, in der Nähe von Stockholm.
Mit 16 verbrachte Giertz ein Jahr als Austauschschülerin in China. Sie wohnte in Hefei, wo sie Grundkenntnisse in Mandarin erwarb. Während ihres Aufenthalts in China hatte sie auch einen Auftritt in einer chinesischen Sitcom namens Huan Xi Long Xia Dang (chinesisch: 欢喜龙虾档, das glückliche Hummer-Restaurant), in der sie Catherine spielte, eine junge amerikanische Frau, die einen chinesischen Mann geheiratet hat.
Nach ihrer Rückkehr aus China hielt es Giertz nur drei Monate in Stockholm, dann reiste sie nach Nairobi, um auf einem schwedischen Internat Swahili zu lernen. Im Jahr 2012 war sie als Redakteurin bei der chinesischen Sprachversion des offiziellen Internetauftritts des Landes Schweden tätig, sweden.se. Im Anschluss studierte sie Technische Physik an der Königlichen Technischen Hochschule in Stockholm, brach das Studium jedoch nach einem Jahr ab.

## Karriere
Im Jahr 2014 begann Giertz eine Ausbildung in der Werbe- und Marketingbranche an der Stockholmer Hyper Island School. In diesem Zusammenhang absolvierte sie ein Praktikum bei der Ingenieursfirma Punch Through Design in San Francisco, bei der sie heute selbst zum Team gehört. Dort lernte sie über eine Open-Source-Hardware-Community die Physical-Computing-Plattform Arduino kennen, die sie später in ihren ersten eigenen Erfindungen verwendete.
Simone Giertz zufolge war für sie unter anderem die Disney-Figur Daniel Düsentrieb ein Vorbild, mit ersten eigenen Erfindungen zu beginnen. Ihr erstes, damals wenig beachtetes Video lud sie am 15. September 2014 auf YouTube hoch. Darin führte sie ein Popcorn-Katapult vor. Ihr zweites Video zeigte eine Zahnbürstmaschine, die sie für eine Pilotfolge zu einer Kindershow über Elektronik gebaut hatte. Die Show wurde nie ausgestrahlt, das Video führte jedoch zum Start ihrer Karriere als YouTuberin, da es zu einem viralen Internetphänomen wurde.
Giertz betreibt seitdem einen YouTube-Kanal, auf dem sie Roboter vorführt, die alltägliche Aufgaben automatisieren. Zu ihren Erfindungen gehören unter anderem ein Wecker, der Personen zum Wachwerden ohrfeigt, ein Lippenstift-Applikator, der den Lippenstift im ganzen Gesicht verteilt, sowie ein Haarwaschautomat. Sie bezeichnet sich selbst als „queen of shitty robots“ (die Königin beschissener Roboter), denn obwohl diese unter rein mechanischen Gesichtspunkten durchaus arbeitsfähig sind, bleiben sie hinter dem praktischen Nutzen zurück, den sie verfolgen. Ihr Ziel ist vielmehr ein komischer Effekt, häufig gepaart mit selbstironischen Kommentaren. Beim Bau ihrer Roboter zielt Giertz bewusst nicht darauf ab, etwas Nützliches herzustellen, sondern sie arbeitet mit absurden Lösungsansätzen für potenziell automatisierbare Situationen.
Giertz zeigte 2016 mehrere dieser Roboter in der Late Show von Stephen Colbert. Im gleichen Jahr schloss sie sich Adam Savages Team von Tested an, einem Netzwerk aus der Makerszene, das sich an der Schnittstelle zwischen Populärkultur, Wissenschaft und Technologie begreift. Sie baute in ihrem ersten Projekt mit Savage einen Popcorn-Fütter-Automaten, den Popcorn Feeding Helmet. Im November 2016 veröffentlichte sie ein Video zum Entstehungsprozess und zu den Hintergründen der Pussy Grabs Back Machine, einer ironischen Antwort auf Donald Trumps Bemerkung „Grab them by the pussy“. Die Maschine baute sie während eines Aufenthaltes in Köln, zusammen mit Laura Kampf.
2017 war sie Gast und Co-Moderatorin bei der Comedy-Show Manick mit Nisse Hallberg beim schwedischen Internet-Fernsehsender TV6.
Im April 2018 entwickelte Giertz einen ihr selbst ähnelnden Roboter, der für die zweite Staffel der HBO-Serie Westworld warb. Im August 2019 reiste Giertz nach Neuseeland, um mit der Spezialeffektefirma Weta Workshop an einem Business-Fangschreckenkrebs-Kostüm zu arbeiten. Später, im Herbst 2019, baute Giertz ein Tesla Model 3 in einen Pick-up-Truck um, ebenfalls mit Unterstützung von Laura Kampf. Als Grund gab sie an, dass sie gerne ein Elektrofahrzeug nutzen wolle, jedoch aus praktischen Gründen einen Pick-up-Truck benötige und keine Zeit hätte, auf den offiziellen Tesla-Pick-up zu warten. Das Gefährt nannte sie Truckla. Der dazugehörige, parodistische Werbespot und das 31-minütige Video, das den Bauprozess beschreibt, erfuhren eine beachtenswerte Berichterstattung.
Im Juni 2020 lieh Giertz in einem Special zur Animationsserie Adventure Time unter dem Titel Adventure Time: Distant Lands der Animationsfigur CGO ihre Stimme.
2022 gründete sie das Unternehmen Yetch (der Begriff gibt die Aussprache ihres Namens in englischer Umschreibung wieder) und veröffentlichte den Yetch-Store, in dem sie einige ihrer Erfindungen vermarktet, etwa ein rein weißes Puzzle mit einem fehlenden Teil oder einen Zahnbürsthelm.

## Privates
Simone Giertz lebte einige Jahre auf einem Hausboot, einem Schiff aus den 1940er Jahren, das sie im Alter von 22 Jahren zusammen mit einem Freund zu Wohnzwecken ausgebaut hatte.
Am 30. April 2018 gab Giertz über YouTube bekannt, dass bei ihr ein gutartiger Hirntumor diagnostiziert worden war. Nach der Operation zur Entfernung des Meningeoms ersten Grades am 30. Mai 2018 veröffentlichte sie Berichte über ihre Fortschritte nach der Operation, darunter Fotos ihrer „im Entstehen begriffenen Superschurken-Narbe“ und ein öffentliches Video auf ihrem Patreon-Account. Am 18. Januar 2019 berichtete Giertz, dass ihr Tumor zurückgekehrt sei. Nach einer Strahlentherapie kehrte Giertz am 29. Mai 2019 wieder in die Videoproduktion zurück, beschrieb ihre Erfahrungen und stellte ein Projekt vor, das ihre für die Bestrahlung benötigte Stabilisierungsmaske in ein Kunstwerk verwandelte.
Von 2016 bis 2020 lebte Giertz in San Francisco, wo sie auch eine eigene Werkstatt betrieb. 2020 zog sie nach Los Angeles.